# Lotfi Sallami
Lotfi Sallami, né le 26 novembre 1978 à Kairouan, est un footballeur tunisien évoluant au poste de défenseur.

## Clubs
- avant 2001 : Jeunesse sportive kairouanaise
- 2001-2007 : Étoile sportive du Sahel
- 2007-2009 : Stade gabésien
- 2009-2010 : Jeunesse sportive kairouanaise

## Palmarès
- Coupe d'Afrique des vainqueurs de coupe : 2003
- Coupe de la confédération : 2006
- Championnat de Tunisie : 2007
- Coupe de la Ligue tunisienne de football : 2005